# Piazzale della Vittoria (Vicenza)
Piazzale della Vittoria è un grande piazzale panoramico posto sulla cima del colle di Monte Berico, a Vicenza, di fronte al santuario mariano.
Deve il suo nome alla celebrazione della vittoria italiana del 1918.

## Storia

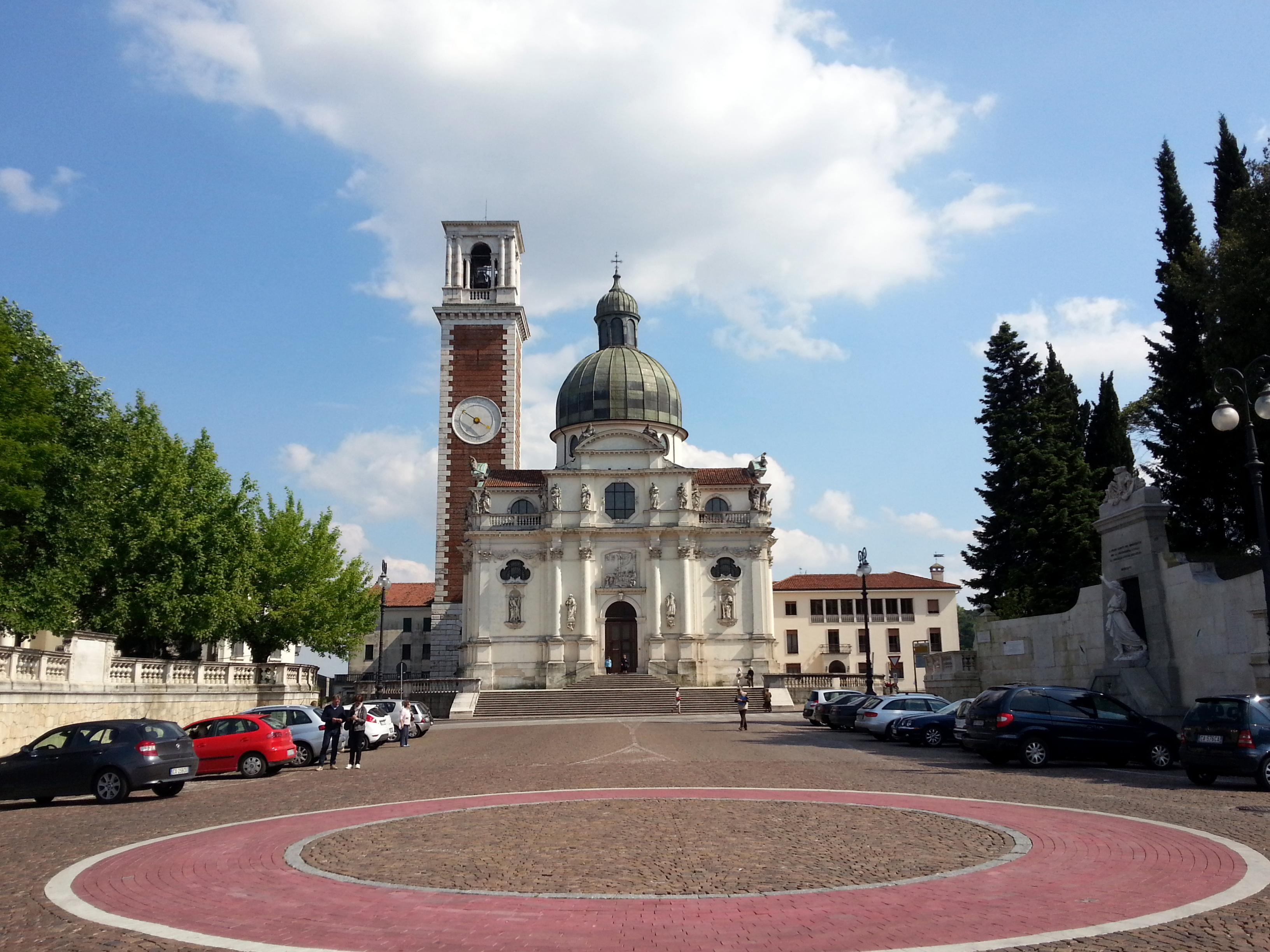
la basilica di Monte Berico vista dal piazzale.

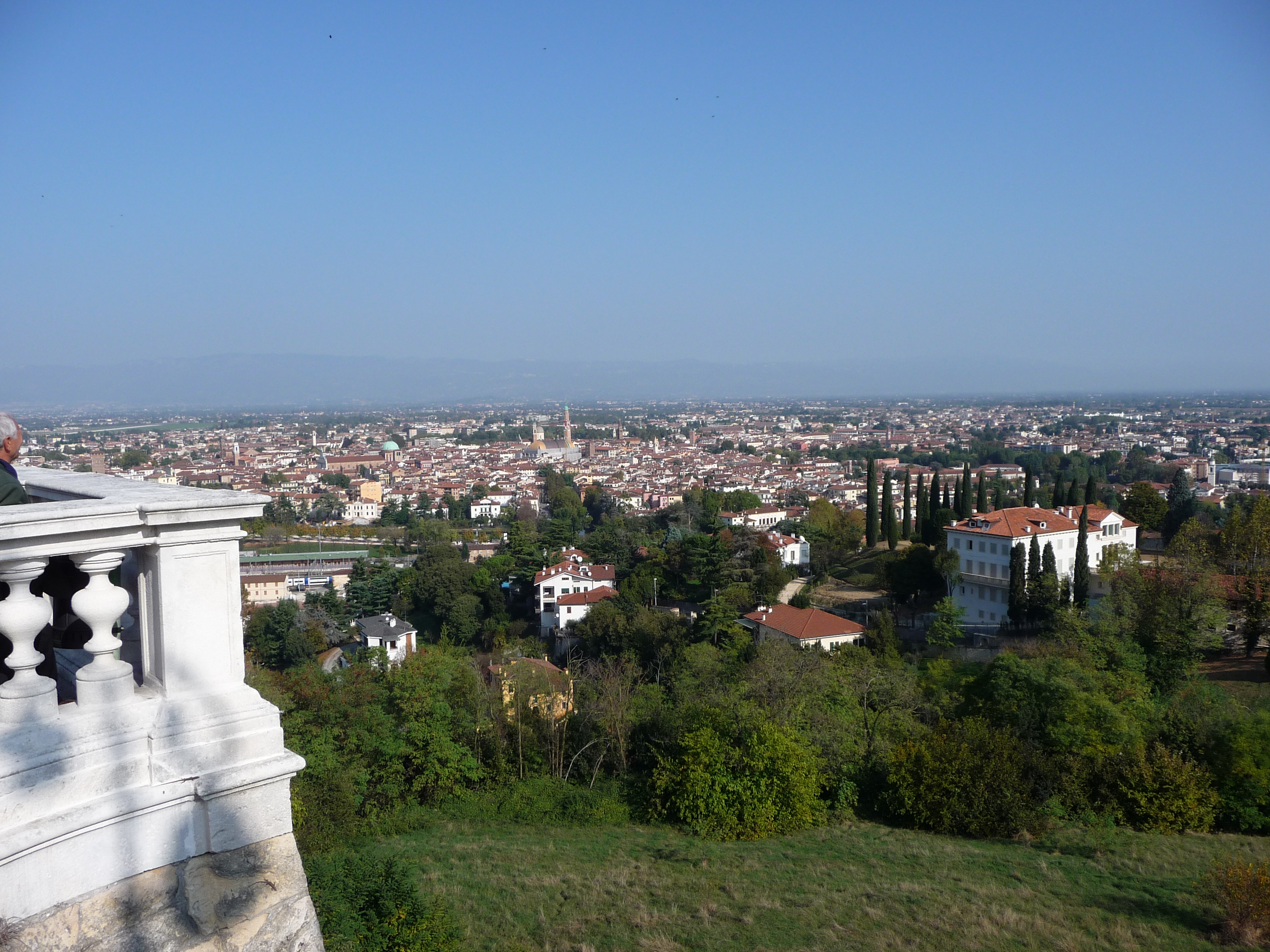
Panorama dal piazzale della Vittoria.

Dopo la fine della prima guerra mondiale venne deciso di creare un grande spazio panoramico sulla città di Vicenza principalmente per ricordare i Caduti nel recente conflitto. I lavori iniziarono nel 1920 e in corso d'opera crearono qualche problema alla struttura del santuario della Madonna di Monte Berico. Il cantiere venne chiuso nel 1924 e l'inaugurazione in forma solenne venne presieduta da Benito Mussolini il 24 settembre dello stesso anno. Durante il ventennio venne utilizzato varie volte per celebrazioni volute dal regime fascista, come ad esempio durante l'adunata dell'11 giugno 1928.
Il luogo è stato oggetto di un intervento restaurativo ultimato nel 2018.

## Descrizione
La grande piazza posta davanti al santuario della Madonna di Monte Berico si affaccia sulla città e offre una vista panoramica sull'intero territorio e sulle montagne dove, durante il primo conflitto mondiale, si svolsero numerosi scontri. Viene utilizzato durante le celebrazioni al vicino santuario ed ospita, specialmente nel periodo estivo, varie manifestazioni.